# 황해북도예술극장

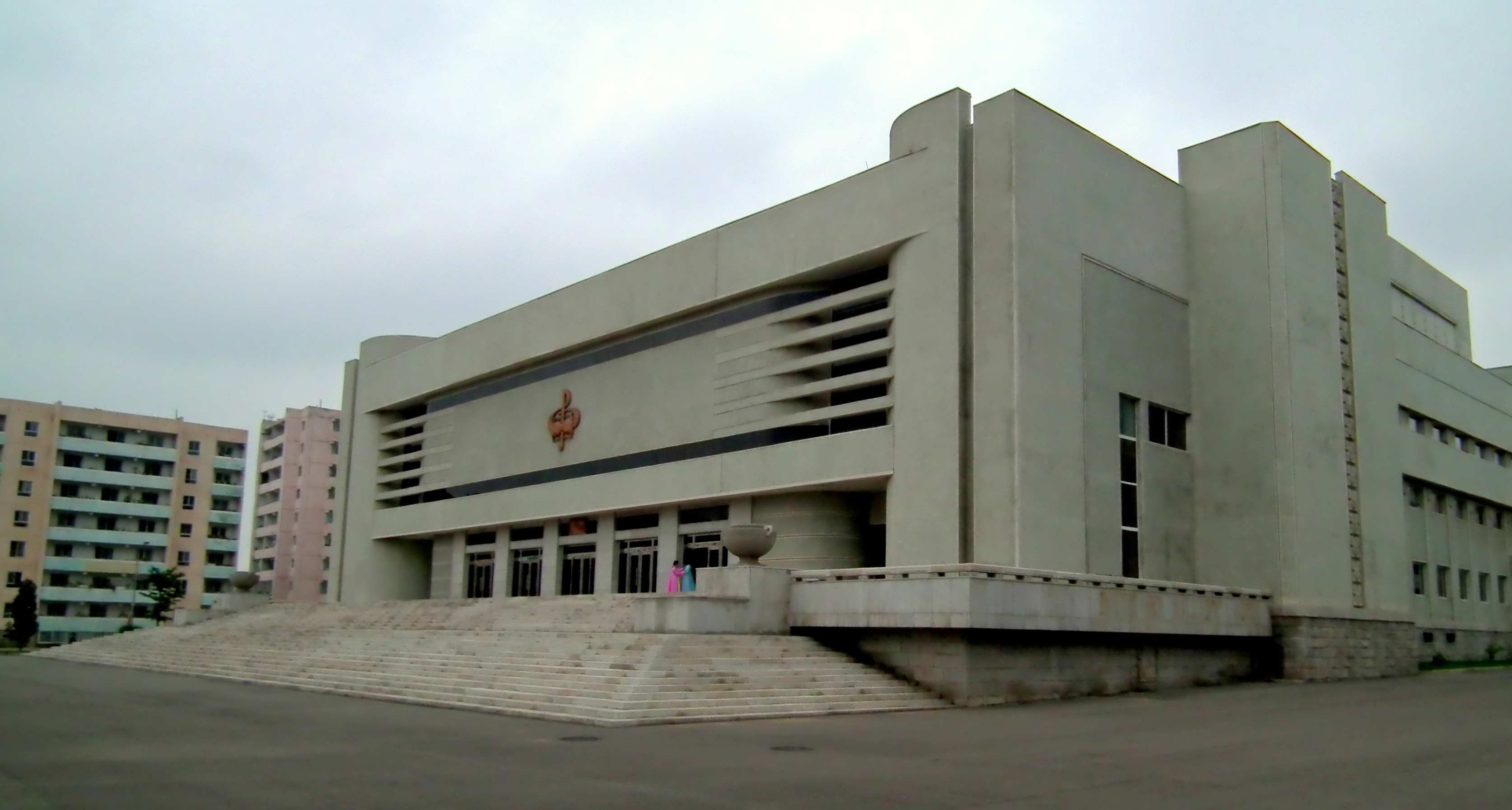
사리원시의 황해북도 예술극장 2011년 7월 모습

황해북도예술극장(黃海北道 藝術劇場, 영어: North Hwanghae Province Art Theatre)은 조선민주주의인민공화국 황해북도 사리원시 중심부에 위치한 공연시설이다. 2009년 6월에 준공되었으며 2009년 10월 김정일 국방위원장은 황해북도 예술극장의 개관공연을 관람하였다고 북측 매체는 보도하였다.
연건축면적 15,000여 m2의 규모이며, 관람홀의 수용능력은 약 1,000여 명이다. 극장무대의 모든 설비들은 컴퓨터로 작동할 수 있으며, 극장에는 분장실과 연습실 등이 갖추어져 있고 사진전시회, 체육유희오락경기, 예술소품공연들을 진행할 수 있는 다기능 홀인 소극장도 갖추어져 있다.
황해북도예술극장의 건설에는 황해북도 사리원 출신의 대한민국의 기업인인 안유수 에이스침대 회장의 지원이 있었으며, 안 회장은 예술극장의 의자 1,000여개와 음향, 조명 시설 등을 지원한 것으로 알려졌다.